# Anastasija Trubetskaja

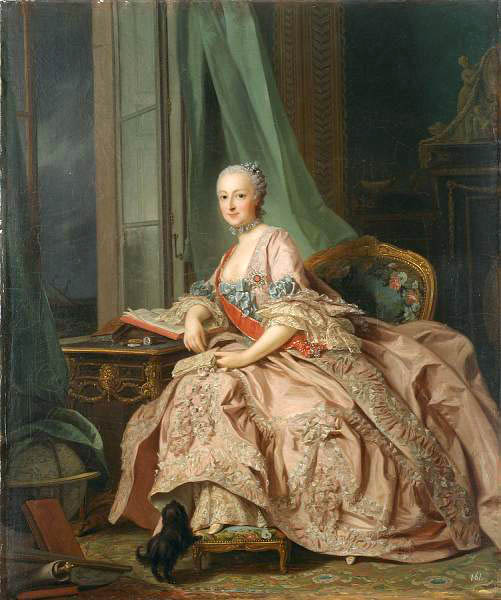
Posthumt porträtt av Anastasija Trubetskaja målat 1757 av Alexander Roslin National Gallery of Victoria

Anastasija Ivanovna Trubetskaja, född 14 oktober 1700, död 8 december (gamla stilen: 27 november) 1755 i Sankt Petersburg, var en rysk hovdam, hedersmedlem av det ryska kejsarhuset, furstinna av Moldavien och lantgrevinna av Hessen-Homburg.
Anastasia Trubetskaja var dotter till fältmarskalken furst Ivan Trubetskoj (1667–1750) och hovdamen Irina Narysjkina (1669-1749) och kusin till politikern Nikita Trubetskoj. Hon växte upp i Sverige, där hennes far var krigsfånge efter att ha tagits tillfånga efter slaget vid Narva, och fick en västerländsk uppfostran och utbildning. Hon återvände senare med sina föräldrar till Ryssland, där hon år 1717 blev bortgift med den moldaviske fursten Dimitrie Cantemir.
Genom giftermålet fick hon rang av medlem av det ryska kejsarhuset, där maken var hedersmedlem. Paret fick en dotter. Äktenskapet beskrivs som lyckligt, och paret arrangerade ofta baler och tog emot kejsarparet som gäster i Sankt Petersburg. Trubetskaja beskrivs som vacker, bildad och belevad och talade förutom ryska även svenska. Efter makens död 1723 fortsatte hon att delta aktivt i hovlivet. Hon drogs in i en lång process om arvet efter maken, som inte löstes förrän år 1739.
År 1738 gifte hon sig med den tyske prinsen lantgreve Ludvig Wilhelm av Hessen-Homburg, som levde i Ryssland som fältmarskalk. Paret levde även fortsatt vid det ryska hovet och besökte bara Tyskland en gång tillsammans. Som lantgrevinna av Hessen-Homburg hade hon rang som utländsk kunglighet vid det ryska hovet och räknades som första dam vid hovet efter det ryska kejsarhusets kvinnliga medlemmar. Hon fick en ställning som statsfru och mottog Katarinaorden och rätten att bära monarkens porträtt.
Det andra äktenskapet var olyckligt. År 1745 lämnade hon Ryssland med maken, och då han samma år avled i Berlin stannade hon kvar i Tyskland. Hon återvände inte förrän vid sin fars död 1750. Efter sin återkomst deltog hon sällan i hovlivet utan blev i stället känd för sin välgörenhet.